# Dracaena fontanesiana
Dracaena fontanesiana är en sparrisväxtart som beskrevs av Joseph August Schultes och Julius Hermann Schultes.
Dracaena fontanesiana ingår i släktet dracenor och familjen sparrisväxter. Inga underarter finns listade i Catalogue of Life.